# Campionats del món de ciclisme de muntanya i trial de 2007
Els Campionats del món de ciclisme de muntanya i trial de 2007 van ser la 18a edició dels Campionats del món de ciclisme de muntanya organitzats per la Unió Ciclista Internacional. Les proves tingueren lloc del 4 al 9 de setembre de 2007 a Fort William (Escòcia) al Regne Unit.

## Resultats

### Camp a través
| Proves         | Or                                                                     | Plata                                                                           | Bronze                                                                     |
| Masculí        | Julien Absalon (FRA)                                                   | Ralph Näf (SUI)                                                                 | Florian Vogel (SUI)                                                        |
| Femení         | Irina Kalentieva (RUS)                                                 | Sabine Spitz (GER)                                                              | Jingjing Wang (CHN)                                                        |
| Masculí sub-23 | Jakob Fuglsang (DEN)                                                   | Nino Schurter (SUI)                                                             | Jaroslav Kulhavý (CZE)                                                     |
| Femení sub-23  | Liu Ying (CHN)                                                         | Ren Chengyuan (CHN)                                                             | Elisabeth Osl (AUT)                                                        |
| Masculí júnior | Thomas Litscher (SUI)                                                  | Piotr Brzozka (POL)                                                             | David Fletcher (GBR)                                                       |
| Femení júnior  | Alla Boyko (UKR)                                                       | Jitka Skarnitzlova (CZE)                                                        | Julie Bresset (FRA)                                                        |
| Relleus Mixt   | Suïssa · Florian Vogel · Thomas Litscher · Petra Henzi · Nino Schurter | Polònia · Marcin Karczynski · Piotr Brzózka · Maja Włoszczowska · Dariusz Batek | Estats Units · Georgia Gould · Ethan Gilmour · Samuel Schultz · Adam Craig |

### Descens
| Proves         | Or                       | Plata                 | Bronze               |
| Masculí        | Sam Hill (AUS)           | Fabien Barel (FRA)    | Gee Atherton (GBR)   |
| Femení         | Sabrina Jonnier (FRA)    | Rachel Atherton (GBR) | Tracey Hannah (AUS)  |
| Masculí júnior | Ruaridh Cunningham (GBR) | John Swanguen (USA)   | Matthew Scoles (NZL) |
| Femení júnior  | Floriane Pugin (FRA)     | Katy Curd (GBR)       | Myriam Nicole (FRA)  |

### Four Cross
| Proves  | Or                 | Plata                 | Bronze             |
| Masculí | Brian Lopes (USA)  | Romain Saladini (FRA) | Jurg Meijer (NED)  |
| Femení  | Jill Kintner (USA) | Anneke Beerten (NED)  | Melissa Buhl (USA) |

### Trial
| Proves                       | Or                                                                               | Plata                                                                                     | Bronze                                                                                        |
| Masculí - 20 polzades        | Benito Ros (ESP)                                                                 | Carles Díaz (ESP)                                                                         | Daniel Comas (ESP)                                                                            |
| Masculí - 26 polzades        | Vincent Hermance (FRA)                                                           | Gilles Coustellier (FRA)                                                                  | Kenny Belaey (BEL)                                                                            |
| Femení                       | Karin Moor (SUI)                                                                 | Gemma Abant (ESP)                                                                         | Mireia Abant (ESP)                                                                            |
| Masculí júnior - 20 polzades | Aurélien Fontenoy (FRA)                                                          | Eduard Planas (ESP)                                                                       | Kevin Aglae (FRA)                                                                             |
| Masculí júnior - 26 polzades | Aurélien Fontenoy (FRA)                                                          | Loris Braun (SUI)                                                                         | Hannes Herrmann (GER)                                                                         |
| Equips                       | Espanya · Benito Ros · Eduard Planas · Daniel Comas · Andreu Miró · Mireia Abant | França · Marc Caisso · Kevin Aglae · Vincent Hermance · Aurélien Fontenoy · Julie Pesenti | Alemanya · Sebastian Hoffmann · Julian Peter · Thomas Mhros · Hannes Herrmann · Elisa Brieden |

## Medaller
| Pos.  | País            | Or | Plata | Bronze | Total |
| 1     | França          | 6  | 4     | 3      | 13    |
| 2     | Suïssa          | 3  | 3     | 1      | 7     |
| 3     | Espanya         | 2  | 3     | 2      | 7     |
| 4     | Estats Units    | 2  | 1     | 2      | 5     |
| 5     | Regne Unit      | 1  | 2     | 2      | 5     |
| 6     | R.P. de la Xina | 1  | 1     | 1      | 3     |
| 7     | Austràlia       | 1  | 0     | 1      | 2     |
| 8     | Dinamarca       | 1  | 0     | 0      | 1     |
| 8     | Rússia          | 1  | 0     | 0      | 1     |
| 8     | Ucraïna         | 1  | 0     | 0      | 1     |
| 11    | Polònia         | 0  | 2     | 0      | 2     |
| 12    | Alemanya        | 0  | 1     | 2      | 3     |
| 13    | Txèquia         | 0  | 1     | 1      | 2     |
| 13    | Països Baixos   | 0  | 1     | 1      | 2     |
| 15    | Àustria         | 0  | 0     | 1      | 1     |
| 15    | Bèlgica         | 0  | 0     | 1      | 1     |
| 15    | Nova Zelanda    | 0  | 0     | 1      | 1     |
| Total | Total           | 19 | 19    | 19     | 57    |